# Daromin (gromada)
Daromin – dawna gromada, czyli najmniejsza jednostka podziału terytorialnego Polskiej Rzeczypospolitej Ludowej w latach 1954–1972.
Gromady, z gromadzkimi radami narodowymi (GRN) jako organami władzy najniższego stopnia na wsi, funkcjonowały od reformy reorganizującej administrację wiejską przeprowadzonej jesienią 1954 do momentu ich zniesienia z dniem 1 stycznia 1973, tym samym wypierając organizację gminną w latach 1954–1972.
Gromadę Daromin z siedzibą GRN w Darominie utworzono – jako jedną z 8759 gromad na obszarze Polski – w powiecie sandomierskim w woj. kieleckim, na mocy uchwały nr 13j/54 WRN w Kielcach z dnia 29 września 1954. W skład jednostki weszły obszary dotychczasowych gromad Daromin, Bożęcin i Sadłowice ze zniesionej gminy Wilczyce w tymże powiecie. Dla gromady ustalono 11 członków gromadzkiej rady narodowej.
31 grudnia 1961 gromadę zniesiono, a jej obszar włączono do gromad Męczenice (wieś Sadłowice, kolonie Sadłowice A, B, C i D oraz tereny byłego folwarku Sadłowice) i Wilczyce (wieś Daromin oraz kolonie Błachówka, Daromin, Daromin Nowy, Daromin Karczma, Mogiłki, Misiorki, Bożęcin, Antonin, Bugaj, Janki, Kłosy i Kosy).